# M.I.G
M.I.G – polski zespół wykonujący muzykę disco polo.

## Historia
Grupa została założona 1 marca 2000 roku w miejscowości Pruszkowo w powiecie płońskim. Zespół tworzy czwórka rodzeństwa: Dorota Pstrągowska, Marek Gwiazdowski, Krzysztof Gwiazdowski i Sławomir Gwiazdowski. W pierwszych latach istnienia, duży wpływ na twórczość zespołu miała współpraca z grupą Top One. Pierwsza piosenka zespołu to utwór „Co ty mi dasz” z 2000 roku (nagrany m.in. na dachu białostockiego Hotelu Gołębiewski), kiedy to miał debiut w Ogólnopolskim Festiwalu Muzyki Disco Polo i Dance w Ostródzie 2000, który został emitowany w programie Disco Polo Live z 26 sierpnia 2000, gdzie zdobył nagrodę dla najlepszego debiutu.
Największe sukcesy zespołu to zdobycie w 2012 r. tytułu Hit Lata na Disco Hit Festival w Kobylnicy za utwór „Jej dotyk”. Rok później na tym samym festiwalu zespół zajął drugą lokatę z piosenką „Dziewczyna z sąsiedniej ulicy”. W 2015 r. utworem „Wymarzona” formacja zdobyła Pierwsze miejsce Super Premiera na Polo tv Hit Festival 2015.
Zespół znany jest też z takich kompozycji, jak „Nie ma mocnych na Mariolę”, „Wymarzona”, „Miód malina” i „Słodka wariatka”, które posiadają po kilkadziesiąt milionów wyświetleń w serwisie internetowym YouTube.

## Dyskografia
Albumy
| Rok  | Album                                               |
| ---- | --------------------------------------------------- |
| 2001 | Czy to prawda - Data: 2001 - Wydawca: Green Star    |
| 2009 | Wróć do mnie - Data: 2009 - Wydawca: Vanila Records |
| 2015 | Wymarzona - Data: 2015 - Wydawca: Dwaem Media Group |
| 2018 | Lalunia - Data: 2018 - Wydawca: Folk                |

Single
| Rok                         | Tytuł                                                   | Pozycja na liście | Pozycja na liście | Certyfikat                | Album     |
| Rok                         | Tytuł                                                   | Eska              | POL Dance         | Certyfikat                | Album     |
| --------------------------- | ------------------------------------------------------- | ----------------- | ----------------- | ------------------------- | --------- |
| 2015                        | „Słodka wariatka”                                       | 6                 | –                 | - POL: diamentowa płyta   | Wymarzona |
| 2015                        | „Ona jedyna”                                            | –                 | –                 | - POL:diamentowa płyta    |           |
| 2016                        | „Ta malutka blondynka”                                  | –                 | 24                | - POL: 3x platynowa płyta |           |
| 2016                        | „Co ty mi dasz”                                         | –                 | –                 |                           |           |
| 2016                        | „Będę przy tobie”                                       | –                 | 28                | - POL: 2x platynowa płyta |           |
| 2017                        | „Lalunia”                                               |                   |                   | - POL: diamentowa płyta   | Lalunia   |
| 2018                        | „Do niej coś czuję”                                     |                   |                   | - POL: złota płyta        | Lalunia   |
| 2018                        | „Krótka historia”                                       |                   |                   | - POL: platynowa płyta    | Lalunia   |
| 2019                        | „Nie ma raju”                                           |                   |                   | - POL: złota płyta        |           |
| 2019                        | „Czemu tak jest”                                        |                   |                   | - POL: złota płyta        |           |
| 2020                        | „Podzielimy na pół”                                     |                   |                   | - POL: platynowa płyta    |           |
| 2020                        | „Podzielimy na pół (Tr!fle & LOOP Remix)”               |                   |                   | - POL: złota płyta        |           |
| 2020                        | „Kochana uwierz”                                        |                   |                   | - POL: platynowa płyta    |           |
| 2021                        | „Co to za noc”                                          |                   |                   | - POL: złota płyta        |           |
| 2021                        | „Mocna strona”                                          |                   |                   | - POL: złota płyta        |           |
| 2022                        | „Schodki nad Wisłą” (oraz DiscoBoys, Spontan)           |                   |                   | - POL: platynowa płyta    |           |
| 2024                        | „Co ty mi dasz ale to DRILL” (oraz Kizo, Młody Klakson) |                   |                   | - POL: 2x platynowa płyta |           |
| 2024                        | „Ja dla ciebie żyłem”                                   |                   |                   | - POL: złota płyta        |           |
| „–” singel nie był notowany |                                                         |                   |                   |                           |           |